# Премия Лионеля Конахера

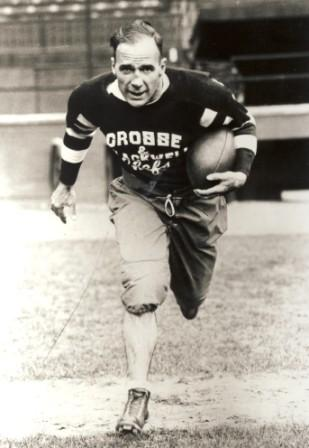
Лионель Конахер — лучший спортсмен первой половины столетия, был обладателем Кубка Стэнли, Кубка Грея и чемпионом в бейсболе, лакроссе и боксе

Премия Лионеля Конахера (англ. The Lionel Conacher Award) — ежегодная награда, вручаемая лучшему спортсмену года в Канаде среди мужчин. Победителя выбирают спортивные журналисты Canadian Press (CP) в ходе голосования. Впервые награда была вручена в 1932 году. С 1978 года победителю в качестве награды стали вручать металлический диск. Премия названа в честь Лионеля Конахера — выдающегося канадского спортсмена, завоевавшего чемпионские титулы в нескольких спортивных дисциплинах, который в 1950 году был назван лучшим спортсменом первой половины столетия. Первоначально победитель определялся прямым голосованием, когда каждый журналист выбирал одного спортсмена. Первым победителем стал гольфист Росс Сомервилль. Но уже с 1936 года выбор победителя проходит по очковой системе, когда участники голосования выбирают трёх лучших спортсменов по их мнению. Первый выбор получает три очка, второй — два, а третий — одно.
С 1942 по 1944 награда не вручалась из-за Второй мировой войны. В 1950 году награда не вручалась, так как CP вместо этого определили спортсмена первой половины столетия, которым стал Лионель Конахер. В 1999 году спортсменом столетия был назван Уэйн Гретцки, который шесть раз получал премию Лионеля Конахера. Морис Ришар стал первым спортсменом, завоевавшим эту премию три раза, а бейсболист Фергюсон Дженкинс первым смог получить её четыре раза. Чаще других эту награду получал Уэйн Гретцки — 6 раз. Последним на данный момент обладателем этой награды стал сноубордист Микаэль Кингсбери.

## Победители
|  | Также получил приз Лу Марша, как спортсмен года в Канаде |

| Год  | Фото            | Победитель                                            | Вид спорта                      | Победа          | Достижения |
| ---- | --------------- | ----------------------------------------------------- | ------------------------------- | --------------- | --- |
| 1932 |                 | Росс Сомервилль                                       | Гольф                           | 1               | Первый представитель Канады, одержавший победу на чемпионате США среди любителей |
| 1933 |                 | Дэйв Комонен                                          | Лёгкая атлетика                 | 1               | Чемпион Канады и Америки, занял второе место на Бостонском марафоне |
| 1934 |                 | Гарольд Уэбстер                                       | Лёгкая атлетика                 | 1               | Победитель в марафонском беге на играх Британской империи 1934 года |
| 1935 |                 | Скотти Рэнкин                                         | Лёгкая атлетика                 | 1               | Сумел победить в марафоне в Бервике (штат Пенсильвания), несмотря на грыжу |
| 1936 |                 | Фил Эдвардс                                           | Лёгкая атлетика                 | 1               | Один из немногих чёрных спортсменов, принимавших участие в Олимпийских играх 1936 года в Берлине Завоевал бронзовую олимпийскую медаль в беге на 800 м |
| 1937 |                 | Сил Эппс                                              | Хоккей                          | 1               | Стал новичком года Национальной хоккейной лиги |
| 1938 |                 | Баммер Стирлинг                                       | Канадский футбол                | 1               | Стал самым результативным игроком в Восточной Канаде |
| 1939 |                 | Фритц Хэнсон                                          | Канадский футбол                | 1               | Привёл «Виннипег Блу Бомберс» к победе в 27 розыгрыше Кубка Грея |
| 1940 |                 | Жерар Кот                                             | Лёгкая атлетика                 | 1               | Первое место в Бостонском марафоне, где он также установил рекорд времени |
| 1941 |                 | Тони Голаб                                            | Канадский футбол                | 1               | Привёл «Оттаву Раф Райдерс» к победе в 29 розыгрыше Кубка Грея |
| 1942 | Не вручалась[b] | Не вручалась[b]                                       | Не вручалась[b]                 | Не вручалась[b] | Не вручалась[b] |
| 1943 | Не вручалась[b] | Не вручалась[b]                                       | Не вручалась[b]                 | Не вручалась[b] | Не вручалась[b] |
| 1944 | Не вручалась[b] | Не вручалась[b]                                       | Не вручалась[b]                 | Не вручалась[b] | Не вручалась[b] |
| 1945 | Не вручалась[b] | Не вручалась[b]                                       | Не вручалась[b]                 | Не вручалась[b] | Не вручалась[b] |
| 1946 |                 | Джо Крол                                              | Канадский футбол                | 1               | Привёл «Торонто Аргонавтс» к победе в 34 розыгрыше Кубка Грея |
| 1947 |                 | Джо Крол                                              | Канадский футбол                | 2               | Привёл «Торонто Аргонавтс» к третьей подряд победе в чемпионате Канады по футболу |
| 1948 |                 | Бадди О'Коннор                                        | Хоккей                          | 1               | Стал первым игроком, завоевавшим титул самого ценного игрока и Леди Бинг Трофи в истории Национальной хоккейной лиги |
| 1949 |                 | Френк Филчок                                          | Канадский футбол                | 1               | Привёл «Монреаль Алуэттс» к победе в 37 розыгрыше Кубка Грея |
| 1950 |                 | Лионель Конахер Спортсмен первой половины столетия[c] | Различные спортивные дисциплины | —               | Также стал футболистом первой половины столетия; завоёвывал Кубок Грея, Кубок Стэнли одержал победу в маленькой мировой серии и стал чемпионом Канады в полутяжёлом весе по боксу                                                                             |
| 1951 | Не вручалась    | Не вручалась                                          | Не вручалась                    | Не вручалась    | Не вручалась |
| 1952 |                 | Морис Ришар                                           | Хоккей                          | 1               | Побил рекорд Нела Стюарта, забив 344 гола в чемпионате Национальной хоккейной лиги |
| 1953 |                 | Даг Хепбурн                                           | Тяжёлая атлетика                | 1               | Чемпион Канады, Британской империи и мира в категории более 90 кг |
| 1954 |                 | Рич Фергюсон                                          | Лёгкая атлетика                 | 1               | Завоевал бронзовую медаль и стал обладателем рекорда Канады в забеге «Miracle Mile» на играх Британской империи и Содружества наций 1954 года |
| 1955 |                 | Норми Квонг                                           | Канадский футбол                | 1               | Во время сезона побил четыре рекорда Западного дивизиона Канадской футбольной лиги |
| 1956 |                 | Жан Беливо                                            | Хоккей                          | 1               | Завоевал вместе с «Монреаль Канадиенс» Кубок Стэнли |
| 1957 |                 | Морис Ришар                                           | Хоккей                          | 2               | Забил 500 гол в карьере, выступая в Национальной хоккейной лиге |
| 1958 |                 | Морис Ришар                                           | Хоккей                          | 3               | Вернулся в спорт после разрыва ахиллова сухожилия и вместе с «Монреаль Канадиенс» завоевал Кубок Стэнли |
| 1959 |                 | Расс Джексон                                          | Канадский футбол                | 1               | Стартовый квотербек «Оттавы Раф Райдерс» |
| 1960 |                 | Рон Стюарт                                            | Канадский футбол                | 1               | Установил рекорд в канадском футболе, пробежав 287 ярдов в одной игре |
| 1961 |                 | Брюс Кидд                                             | Лёгкая атлетика                 | 1               | Установил ряд рекордов Канады и Америки в беге |
| 1962 |                 | Брюс Кидд                                             | Лёгкая атлетика                 | 2               | Завоевал золотую и бронзовую медаль на играх Британской империи и Содружества наций 1962 года |
| 1963 |                 | Горди Хоу                                             | Хоккей                          | 1               | Забив 544 гола, побил рекорд Мориса Ришара по количеству забитых голов в карьере |
| 1964 |                 | Билл Кротерс                                          | Лёгкая атлетика                 | 1               | Завоевал серебряную медаль в беге на 800 м на летних Олимпийских играх 1964 года |
| 1965 |                 | Бобби Халл                                            | Хоккей                          | 1               | Завоевал Харт Трофи и Леди Бинг Трофи в НХЛ |
| 1966 |                 | Бобби Халл                                            | Хоккей                          | 2               | Установил рекорд Национальной хоккейной лиги, забив 54 гола и набрав 97 очков в одном сезоне |
| 1967 |                 | Фергюсон Дженкинс                                     | Бейсбол                         | 1               | Стал первым канадским питчером, сумевшим выиграть 20 игр в сезоне |
| 1968 |                 | Фергюсон Дженкинс                                     | Бейсбол                         | 2               | Второй раз подряд выиграл 20 игр в сезоне |
| 1969 |                 | Расс Джексон                                          | Канадский футбол                | 2               | Самый выдающийся игрок Канадской футбольной лиги, привёл «Оттаву Раф Райдерс» к чемпионскому титулу |
| 1970 |                 | Бобби Орр                                             | Хоккей                          | 1               | Стал самым ценным игроком Национальной хоккейной лиги как в регулярном чемпионате, так и в играх плей-офф. Также стал самым лучшим защитником и самым результативным игроком                                                                                  |
| 1971 |                 | Фергюсон Дженкинс                                     | Бейсбол                         | 3               | Стал первым канадским обладателем приза Сая Янга Главной лиги бейсбола |
| 1972 |                 | Фил Эспозито                                          | Хоккей                          | 1               | Стал самым результативным игроком НХЛ, а также привёл сборную Канады к победе над сборной СССР в Суперсерии |
| 1973 |                 | Фил Эспозито                                          | Хоккей                          | 2               | Самый результативный игрок Национальной хоккейной лиги |
| 1974 |                 | Фергюсон Дженкинс                                     | Бейсбол                         | 4               | В седьмом сезоне за 8 лет одержал 20 побед в сезоне, также получил награду «возвращение года» |
| 1975 |                 | Бобби Кларк                                           | Хоккей                          | 1               | Стал самым ценным игроком НХЛ, а также привёл «Филадельфию Флайерз» к победе в Кубке Стэнли |
| 1976 |                 | Грег Джой                                             | Лёгкая атлетика                 | 1               | Завоевал серебряную медаль в прыжках в высоту на летних Олимпийских играх 1976 года |
| 1977 |                 | Ги Ляфлёр                                             | Хоккей                          | 1               | Стал самым результативным игроком регулярного чемпионата НХЛ и привёл «Монреаль Канадиенс» к победе в Кубке Стэнли |
| 1978 |                 | Грехам Смит                                           | Плавание                        | 1               | Завоевал шесть золотых медалей на игры Содружества наций 1978 года и золотую медаль, установив мировой рекорд, на чемпионате мира |
| 1979 |                 | Жиль Вильнёв                                          | Автоспорт                       | 1               | Выиграл три этапа в чемпионате Формулы-1 и занял второе место в общем зачёте |
| 1980 |                 | Уэйн Гретцки                                          | Хоккей                          | 1               | Завоевал Харт Трофи и Леди Бинг Трофи |
| 1981 |                 | Уэйн Гретцки                                          | Хоккей                          | 2               | Установил рекорд НХЛ, сделав 109 результативных передач и набрав 164 очка в одном сезоне |
| 1982 |                 | Уэйн Гретцки                                          | Хоккей                          | 3               | Установил рекорд НХЛ, забив 92 гола, сделав 120 передач и набрав 212 очков в сезоне |
| 1983 |                 | Уэйн Гретцки                                          | Хоккей                          | 4               | Стал самым результативным игроком НХЛ |
| 1984 |                 | Алекс Бауман                                          | Плавание                        | 1               | Завоевал две золотые медали и установил два мировых рекорда на летних Олимпийских играх 1984 года |
| 1985 |                 | Уэйн Гретцки                                          | Хоккей                          | 5               | Привёл «Эдмонтон Ойлерз» к победе в Кубке Стэнли |
| 1986 |                 | Бен Джонсон                                           | Лёгкая атлетика                 | 1               | Завоевал две золотые медали на играх Содружества наций 1986 года |
| 1987 |                 | Бен Джонсон                                           | Лёгкая атлетика                 | 2               | Установил мировой рекорд в беге на 100 м на чемпионате мира 1987 года |
| 1988 |                 | Марио Лемьё                                           | Хоккей                          | 1               | Стал самым ценным и самым результативным игроком НХЛ |
| 1989 |                 | Уэйн Гретцки                                          | Хоккей                          | 6               | Побил рекорд Горди Хоуи, набрав 1850 очков за карьеру |
| 1990 |                 | Курт Браунинг                                         | Фигурное катание                | 1               | Чемпион Канады и мира по фигурному катанию |
| 1991 |                 | Курт Браунинг                                         | Фигурное катание                | 2               | Чемпион Канады и мира по фигурному катанию |
| 1992 |                 | Марк Тьюксбери                                        | Плавание                        | 1               | Завоевал золотую и бронзовую медаль на летних Олимпийских играх 1992 года |
| 1993 |                 | Марио Лемьё                                           | Хоккей                          | 2               | Вылечившись от лимфогранулематоза, стал самым результативным игроком НХЛ |
| 1994 |                 | Элвис Стойко                                          | Фигурное катание                | 1               | Чемпион мира и серебряный призёр зимних Олимпийских игр 1994 года |
| 1995 |                 | Жак Вильнёв                                           | Автоспорт                       | 1               | Стал первым канадцем, одержавшим победу в Indianapolis 500 |
| 1996 |                 | Донован Бейли                                         | Лёгкая атлетика                 | 1               | Завоевал две золотые медали и установил мировой рекорд в беге на 100 м на летних Олимпийских играх 1996 года |
| 1997 |                 | Жак Вильнёв                                           | Автоспорт                       | 2               | Чемпион Формулы-1 |
| 1998 |                 | Ларри Уолкер                                          | Бейсбол                         | 1               | Чемпион Главной лиги бейсбола по беттингу |
| 1999 |                 | Уэйн Гретцки Спортсмен столетия[c]                    | Хоккей                          | —               | Лидер НХЛ по количеству забитых голов, результативных передач и набранных очков, четырёхкратный обладатель Кубка Стэнли, девять раз становился самым ценным и 10 раз самым результативный игроком НХЛ                                                         |
| 2000 |                 | Майк Уэир                                             | Гольф                           | 1               | Победитель чемпионата мира по гольфу |
| 2001 |                 | Майк Уэир                                             | Гольф                           | 2               | Победитель тура PGA |
| 2002 |                 | Стив Нэш                                              | Баскетбол                       | 1               | Принял участие в матче всех звёзд НБА и включён в сборную всех звёзд НБА |
| 2003 |                 | Майк Уэир                                             | Гольф                           | 3               | Победитель турнира Мастерс |
| 2004 |                 | Кайли Шьюфелт                                         | Гимнастика                      | 1               | Завоевал золотую медаль на летних Олимпийских играх 2004 года |
| 2005 |                 | Стив Нэш                                              | Баскетбол                       | 2               | Стал первым канадцем, завоевавшим титул самого ценного игрока НБА |
| 2006 |                 | Стив Нэш                                              | Баскетбол                       | 3               | Второй раз подряд завоевал титул самого ценного игрока НБА |
| 2007 |                 | Сидни Кросби                                          | Хоккей                          | 1               | Первый новичком с 1980 года, ставший самым результативным игроком сезона. Самый молодой капитан в истории НХЛ. Завоевал Харт Трофи, Арт Росс Трофи, Тед Линдсэй Авард и стал самым молодым игроком в истории лиги, включённым в первую сборную всех звёзд НХЛ |
| 2008 |                 | Джастин Морно                                         | Бейсбол                         | 1               | Занял второе место в голосовании самого ценного игрока Американской лиги Главной лиги бейсбола |
| 2009 |                 | Сидни Кросби                                          | Хоккей                          | 2               | Завоевал Кубок Стэнли, став самым молодым капитаном, приведшим свою команду к этому трофею |
| 2010 |                 | Сидни Кросби                                          | Хоккей                          | 3               | Забил победный гол в финале хоккейного турнира на зимних Олимпийских играх 2010 года |
| 2011 |                 | Патрик Чан                                            | Фигурное катание                | 1               | Первое место на чемпионате мира по фигурному катанию и на финальном турнире Гран-при по фигурному катанию |
| 2012 |                 | Райдер Хешедаль                                       | Велоспорт                       | 1               | Стал первым велогонщиком в истории Канады, завоевавшем победу на Гранд Туре, выиграв Джиро д’Италия |
| 2013 |                 | Милош Раонич                                          | Теннис                          | 1               | Стал первым канадцем, вошедшим в десятку рейтинга ATP, выиграл два турнира и дошёл до финала Rogers Cup в Монреале |
| 2014 |                 | Милош Раонич                                          | Теннис                          | 1               | Дошёл до полуфинала Уимбелдона, вошёл в шестёрку рейтинга ATP |
| 2015 |                 | Кэри Прайс                                            | Хоккей с шайбой                 | 1               | Обладатель множества наград НХЛ по итогам сезона |
| 2016 |                 | Андре Де Грасс                                        | Лёгкая атлетика                 | 1               | Выиграл три медали на Олимпийских играх 2016 года |
| 2017 |                 | Денис Шаповалов                                       | Теннис                          | 1               | Вышел в полуфинал Кубка Роджерса и дошёл до четвёртого раунда чемпионата США |
| 2018 |                 | Микаэль Кингсбери                                     | Фристайл                        | 1               | Первое место на Олимпийских играх 2018 года, установил рекорд Кубка мира по фристайлу по набранным очкам за сезон |

## Комментарии
b  Согласно Canadian Press, премия не вручалась с 1942 по 1945 год, так как «спортивные журналисты решили, что спортсмены не могут считаться героями, в то время как молодые канадские лётчики, парашютисты и стрелки воюют за свободу в тени смерти».
c  В 1950 и 1999 годах победитель не объявлялся, так как в эти годы выбирался спортсмен первой половины столетия и спортсмен столетия соответственно.

## Победители по видам спорта
| Побед | Спортивная дисциплина |
| ----- | --------------------- |
| 26    | Хоккей с шайбой       |
| 13    | Лёгкая атлетика       |
| 10    | Канадский футбол      |
| 6     | Бейсбол               |
| 4     | Гольф                 |
| 4     | Фигурное катание      |
| 3     | Автоспорт             |
| 3     | Баскетбол             |
| 3     | Плавание              |
| 2     | Теннис                |
| 1     | Гимнастика            |
| 1     | Тяжёлая атлетика      |
| 1     | Велоспорт             |
| 1     | Фристайл              |